# الطاكسي المخفي (فلم)
الطاكسي المخفي هو فيلم جزائري كوميدي، تم إنتاجه عام 1989. صُورت أغلب مشاهده في مدينة بوسعادة، والشطر الأخير منه في الجزائر العاصمة، قام بدور البطولة كل من عثمان عريوات، وردية، يحيى بن مبروك.

## ملخص الفيلم
القصة تتحدث عن مجموعة من العائلات الجزائرية التي تحاول السفر إلى الجزائر العاصمة لكن المشكل بقي في وسيلة السفر اذ كل الحافلات التي تمر على الموقف مملوءة تماما ولا أحد يريد ايصالهم ويقرر الجميع التوجه نحو إحدى المداشر القريبة أين وجدوا صاحب طاكسي (يحيى بن مبروك). يقبل السائق ايصالهم جميعا وخلال الطريق تحدث العديد من المواقف.

## تمثيل
- عثمان عريوات
- يحيى بن مبروك
- حمزة فغولي
- أرزوقي رابح
- وردية حميطوش
- بوعلام بناني

## وصلات خارجية
- مقالات تستعمل روابط فنية بلا صلة مع ويكي بيانات